# Quimixto
Quimixto är en ort i Mexiko.   Den ligger i kommunen Cabo Corrientes och delstaten Jalisco, i den sydvästra delen av landet, 700 km väster om huvudstaden Mexico City. Quimixto ligger 12 meter över havet och antalet invånare är 370.
Terrängen runt Quimixto är kuperad. Havet är nära Quimixto norrut. Runt Quimixto är det mycket glesbefolkat, med 6 invånare per kvadratkilometer. Närmaste större samhälle är Puerto Vallarta, 19,1 km nordost om Quimixto. I omgivningarna runt Quimixto växer i huvudsak städsegrön lövskog.